# Lempira (tỉnh)

Vị trí của Lempira

Lempira là một trong 18 tỉnh của Honduras, nằm ở phía tây quốc gia này và giáp với các tỉnh Chalatenango và Cabañas của El Salvador. Tỉnh này đã có tên gọi tỉnh Gracias cho đến năm 1943. Tỉnh lỵ là Gracias.
Trong thời thuộc địa, Gracias đã là một trung tâm hành chính quan trọng của người Tây Ban Nha nhưng dần đánh mất vai trò này cho Antigua ở Guatemala.
Lempira là một tỉnh có địa hình không bằng phẳng, khá cô lập với phần còn lại của Honduras. Đỉnh núi cao nhất ở Honduras, Cerro las Minas, nằm ở Lempira. Tỉnh được đặt tên theo Lempira, một thù trưởng của người Lenca đã lãnh đạo cuộc chiến chống người Tây Ban Nha vào đầu thế kỷ 16. 
Tỉnh này có diện tích 4.290 km², dân số năm 2005 ước khoảng 277.910 người.

## Các đô thị
1. Belén
2. Candelaria
3. Cololaca
4. Erandique
5. Gracias
6. Gualcince
7. Guarita
8. La Campa
9. La Iguala
10. Las Flores
11. La Unión
12. La Virtud
13. Lepaera
14. Mapulaca
15. Piraera
16. San Andrés
17. San Francisco
18. San Juan Guarita
19. San Manuel Colohete
20. San Marcos de Caiquín
21. San Rafael
22. San Sebastián
23. Santa Cruz
24. Talgua
25. Tambla
26. Tomalá
27. Valladolid
28. Virginia